# Little Cayman
Pour les articles homonymes, voir Cayman.
Little Cayman est l'une des trois îles du territoire britannique d'outre-mer des îles Caïmans. Little Cayman mesure environ 16 km de long pour 1,5 km de large et forme un atoll surélevé.

## Histoire
Christophe Colomb découvrit l'île le 10 mai 1503 et s'en empara au nom de l'Espagne. Il la baptisa Las Tortugas en référence aux nombreuses tortues qui la peuplaient.
L'île fut colonisée au début du XVIIe siècle, puis abandonnée en 1671 à la suite d'un raid de corsaires espagnols. Little Cayman deviendra britannique en 1670 au terme du traité de Madrid.
En 1833, une nouvelle colonie fut établie sur le site de Blossom Village.

## Transports
L'île est desservie par l'aéroport Edward Bodden situé au sud de l'île.